# San Basilio al Foro di Augusto
San Basilio al Foro di Augusto ou Igreja de São Basílio no Fórum de Augusto, conhecida também como San Basilio ai Monti, era uma igreja de Roma, Itália, localizada no rione Monti, na via Tor de' Conti, e demolida em 1924. Era dedicada a São Basílio Magno.

## História
A igreja, com o mosteiro anexo, foi construída no pódio do Templo de Marte Ultor no Fórum de Augusto, foi mencionada pela primeira vez em uma bula do papa Agapito II, em 955, com o nome de San Basilio in Scala Mortuorum, por causa da pequena escada que levava a um cemitério subterrâneo, e, depois, num documento de 1088 no Regestum Farfense. O complexo estava apoiado no muro alto que circundava o fórum.
No século XVI, o papa Pio V foi entregue às irmãs dominicanas, que reconstruíram a igreja abrindo janelas e uma porta no muro do fórum para chegar à rua atrás dele e rebatizaram-na de Santissima Annunziata ai Pantani, o nome pela qual era conhecida quando foi demolida, uma referência ao Arco dos Pântanos, nas imediações.
Em 1838, quando começaram as obras de restauro no entorno do Fórum de Augusto, o campanário do século XIII que ficava ao lado da igreja foi demolido e sobre as colunas remanescentes do Templo de Marte.
O interior da igreja estava decorado com afrescos nas paredes de Marco Tullio Montagna; no altar-mor estava um quadro da Nossa Senhora da Anunciação (Annuziata), cópia de Gaetano Lapis de um original de Guido Reni. Num dos altares laterais estava "Santos João Batista e João Evangelista", de Domenico Consolano.
A igreja e o mosteiro foram demolidos em 1924 quando iniciaram-se as escavações arqueológicas na região. Do antigo edifício, resta apenas o antigo portal principal, murado, mas deixado na posição original, na lateral externa do muro alto do fórum na via Tor de' Conti.